# Jason Brown
Jason Brown (Los Angeles, Califórnia, 15 de dezembro de 1994), é um patinador artístico americano, que compete no individual masculino. Brown foi medalhista de bronze no Campeonato dos Quatro Continentes de 2018, medalhista de bronze no Trophée Éric Bompard de 2013, medalhista de prata no Nebelhorn Trophy de 2013, e medalhista de prata no nacional americano de 2014. Nos Jogos Olímpicos de Inverno de 2014 em Sóchi, Brown  recebeu a medalha de bronze na competição por equipes, e terminou na nona posição no individual masculino.

## Principais resultados

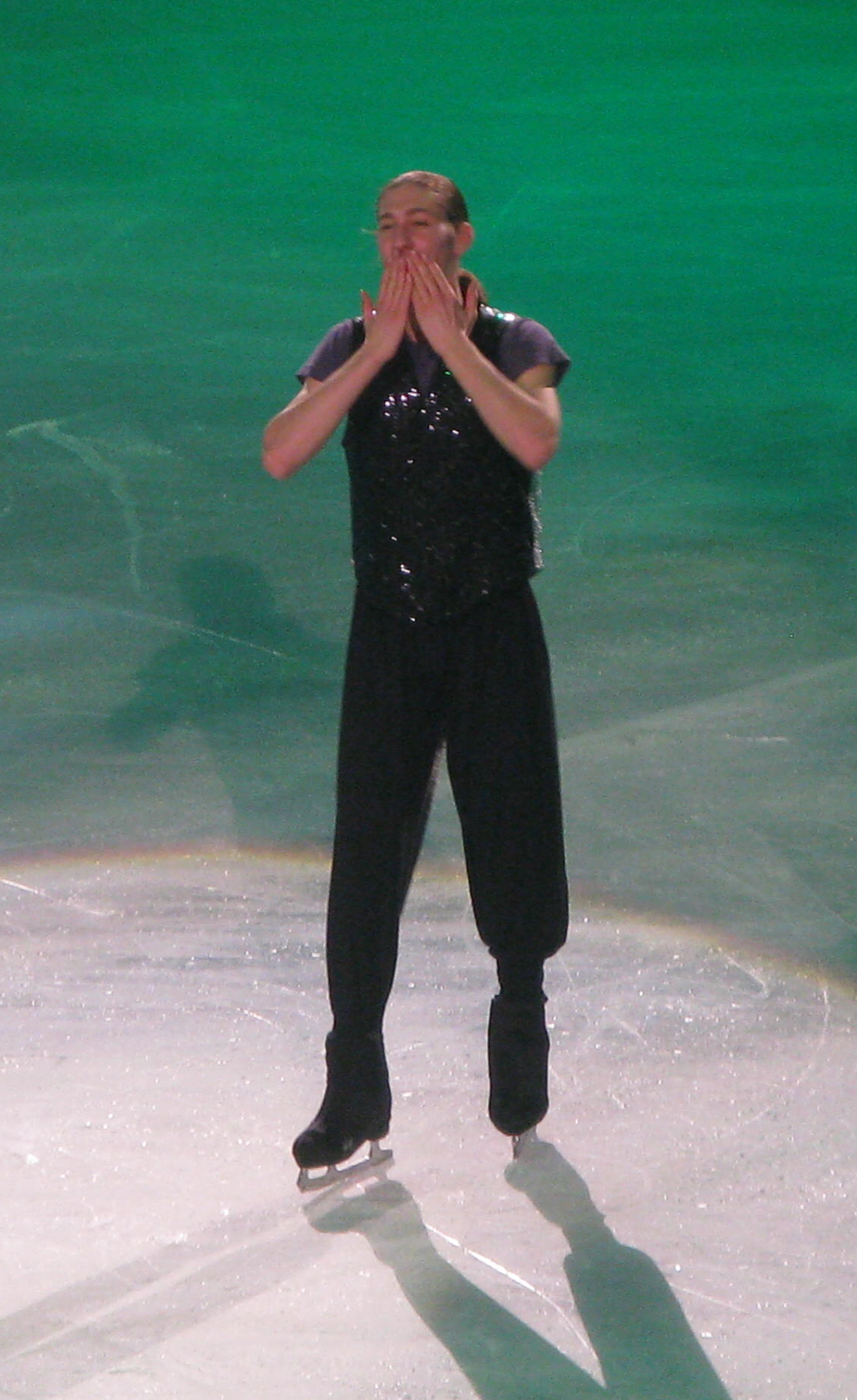
Bown no Troféu Éric Bompard de 2013.

| Resultados | Resultados        | Resultados      | Resultados       | Resultados        | Resultados       | Resultados        | Resultados       | Resultados        | Resultados        | Resultados        | Resultados        | Resultados    |
| Internacional | Internacional     | Internacional   | Internacional    | Internacional     | Internacional    | Internacional     | Internacional    | Internacional     | Internacional     | Internacional     | Internacional     | Internacional |
| Evento/Temporada | 2008– 2009        | 2009– 2010      | 2010– 2011       | 2011– 2012        | 2012– 2013       | 2013– 2014        | 2014– 2015       | 2015– 2016        | 2016– 2017        | 2017– 2018        | 2018– 2019        |               |
| --- | ----------------- | --------------- | ---------------- | ----------------- | ---------------- | ----------------- | ---------------- | ----------------- | ----------------- | ----------------- | ----------------- | ------------- |
| Jogos Olímpicos |                   |                 |                  |                   |                  | 9.º               |                  |                   |                   |                   |                   |               |
| Campeonato Mundial |                   |                 |                  |                   |                  |                   | 4.º              |                   | 7.º               |                   |                   |               |
| Campeonato dos Quatro Continentes |                   |                 |                  |                   |                  |                   | 6.º              |                   | 6.º               | Medalha de bronze | 5.º               |               |
| GP Grand Prix Final |                   |                 |                  |                   |                  |                   |                  |                   |                   | 6.º               |                   |               |
| GP Internationaux de France |                   |                 |                  |                   |                  | Medalha de bronze |                  |                   |                   |                   | Medalha de prata  |               |
| GP NHK Trophy |                   |                 |                  |                   |                  |                   |                  | WD                | 7.º               | 4.º               |                   |               |
| GP Rostelecom Cup |                   |                 |                  |                   |                  |                   | 5.º              |                   |                   |                   |                   |               |
| GP Skate America |                   |                 |                  |                   |                  | 5.º               | Medalha de prata | Medalha de bronze | Medalha de prata  |                   |                   |               |
| GP Skate Canada International |                   |                 |                  |                   |                  |                   |                  |                   |                   | Medalha de prata  | 6.º               |               |
| CS Autumn Classic International |                   |                 |                  |                   |                  |                   |                  |                   |                   |                   | 4.º               |               |
| CS Golden Spin of Zagreb |                   |                 |                  |                   |                  |                   |                  |                   |                   |                   | Medalha de ouro   |               |
| CS Ice Challenge |                   |                 |                  |                   |                  |                   |                  | Medalha de prata  |                   |                   |                   |               |
| CS Lombardia Trophy |                   |                 |                  |                   |                  |                   |                  |                   | Medalha de prata  | Medalha de prata  |                   |               |
| CS Nebelhorn Trophy |                   |                 |                  |                   |                  |                   | Medalha de ouro  |                   |                   |                   |                   |               |
| CS Ondrej Nepela Trophy |                   |                 |                  |                   |                  |                   |                  | Medalha de ouro   |                   |                   |                   |               |
| CS U.S. International Classic |                   |                 |                  |                   |                  |                   |                  |                   | Medalha de ouro   |                   |                   |               |
| Nebelhorn Trophy |                   |                 |                  |                   |                  | Medalha de prata  |                  |                   |                   |                   |                   |               |
| Internacional – Júnior |                   |                 |                  |                   |                  |                   |                  |                   |                   |                   |                   |               |
| Campeonato Mundial Júnior |                   |                 | 7.º              | Medalha de bronze | Medalha de prata |                   |                  |                   |                   |                   |                   |               |
| JGP JGP Final |                   |                 |                  | Medalha de ouro   | 4.º              |                   |                  |                   |                   |                   |                   |               |
| JGP JGP Austrália |                   |                 |                  | Medalha de ouro   |                  |                   |                  |                   |                   |                   |                   |               |
| JGP JGP França |                   |                 | Medalha de prata |                   | Medalha de prata |                   |                  |                   |                   |                   |                   |               |
| JGP JGP Itália |                   |                 |                  | Medalha de prata  |                  |                   |                  |                   |                   |                   |                   |               |
| JGP JGP Japão |                   |                 | 6.º              |                   |                  |                   |                  |                   |                   |                   |                   |               |
| JGP JGP Turquia |                   |                 |                  |                   | Medalha de ouro  |                   |                  |                   |                   |                   |                   |               |
| Gardena Spring Trophy |                   | Medalha de ouro |                  |                   |                  |                   |                  |                   |                   |                   |                   |               |
| Nacional |                   |                 |                  |                   |                  |                   |                  |                   |                   |                   |                   |               |
| Campeonato dos Estados Unidos |                   |                 | 9.º              | 9.º               | 8.º              | Medalha de prata  | Medalha de ouro  | WD                | Medalha de bronze | 6.º               | Medalha de bronze |               |
| Campeonato dos Estados Unidos – Júnior |                   | Medalha de ouro |                  |                   |                  |                   |                  |                   |                   |                   |                   |               |
| Campeonato dos Estados Unidos – Noviço | Medalha de bronze |                 |                  |                   |                  |                   |                  |                   |                   |                   |                   |               |
| Equipes |                   |                 |                  |                   |                  |                   |                  |                   |                   |                   |                   |               |
| Jogos Olímpicos |                   |                 |                  |                   |                  | 3T/4P             |                  |                   |                   |                   |                   |               |
| Troféu Mundial por Equipes |                   |                 |                  |                   |                  |                   | 1T/2P            |                   | 3T/6P             |                   |                   |               |
| |                   |                 |                  |                   |                  |                   |                  |                   |                   |                   |                   |               |
| Legenda: GP = Grand Prix; CS = Challenger Series; JGP = Grand Prix Júnior; WD = Abandonou; T = Posição da equipe; P = Posição individual; Competição não foi disputada nesta temporada; Competição não fez parte do GP/CS; Competição fez parte do GP/CS |                   |                 |                  |                   |                  |                   |                  |                   |                   |                   |                   |               |